# Norwegia na Zimowych Igrzyskach Paraolimpijskich 2006
Reprezentacja Norwegii na Zimowych Igrzyskach Paraolimpijskich 2006 liczyła 29 sportowców.

## Medale

### Złote medale
Biegi narciarskie
17 marca: Kjartan Haugen, Karl Einar Henriksen, Andreas Hustveit, sztafeta 1x3,75 km + 2x5 km

### Srebrne medale
Hokej na lodzie na siedząco
18 marca: Helge Bjørnstad, Eskil Hagen, Atle Haglund, Lloyd Remi Johansen, Roger Johansen, Kjetil Korbu Nilsen, Knut Andre Nordstoga, Rolf Einar Pedersen, Tommy Rovelstad, Kjell Vidar Røyne, Johan Siqveland, Stig Tore Svee, Morten Værnes, Arne Vik

### Brązowe medale
Biathlon
11 marca: Nils Erik Ulset, 12,5 km stojąc
14 marca: Nils Erik Ulset, 7,5 km stojąc
Biegi narciarskie
12 marca: Helge Flo, 5 km for synshemmede